# Acanthophyllum khuzistanicum
Acanthophyllum khuzistanicum är en nejlikväxtart som beskrevs av Karl Heinz Rechinger. Acanthophyllum khuzistanicum ingår i släktet Acanthophyllum och familjen nejlikväxter. Inga underarter finns listade i Catalogue of Life.